# X圣治
《X圣治》（日语：キュア）是1997年12月27日上映的日本电影，由黑泽清执导，役所广司、氏木毅、中川安奈、萩原聖人等主演。